# HD205171
HD205171 — хімічно пекулярна зоря спектрального класу A0, що має видиму зоряну величину в смузі V приблизно  8,5.
Вона  розташована на відстані близько 832,0 світлових років від Сонця.

## Пекулярний хімічний склад
Зоряна атмосфера HD205171 має підвищений вміст 
Si
.